# Гельсінський трамвай
Гельсінський трамвай — частина системи громадського транспорту Гельсінкі. Трамваї зокрема у центральних районах міста є суттєвою частиною щоденного транспортного сполучення та образу міста в цілому.
Трамвайне сполучення було відкрито у Гельсінкі в 1891 році, на той час ще на кінній тязі; з 1900 року лінії було електрифіковано.
З часом мережу маршрутів було розширено до віддаленіших районів міста, зокрема, Кулосаарі, Гуопалахті та Гааґи. До відкриття трамвайного сполучення у місті Тампере у 2021 році Гельсінкі був єдиним містом Фінляндії, що мало трамваї. Раніше електричні трамваї ходили також в містах Турку (1908—1972) та Вііпурі (1912—1957).
Трамвайна система Гельсінкі є однією із найстаріших електрифікованих трамвайних мереж у світі.

## Сучасний стан

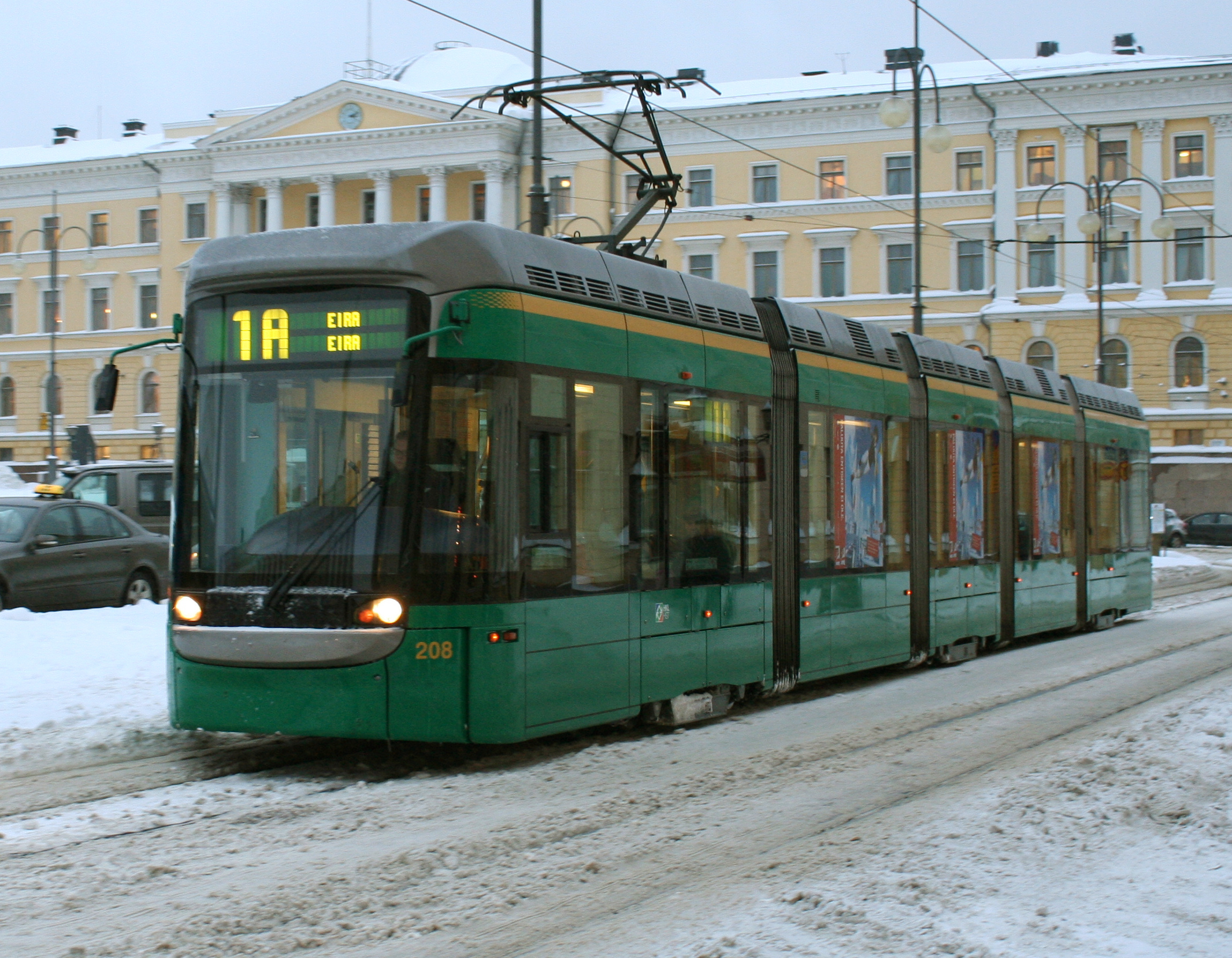
У 1999 році містом вже курсували низькопідлогові трамваї. На фото трамвай Variotram на Сенатській площі, 2008 рік

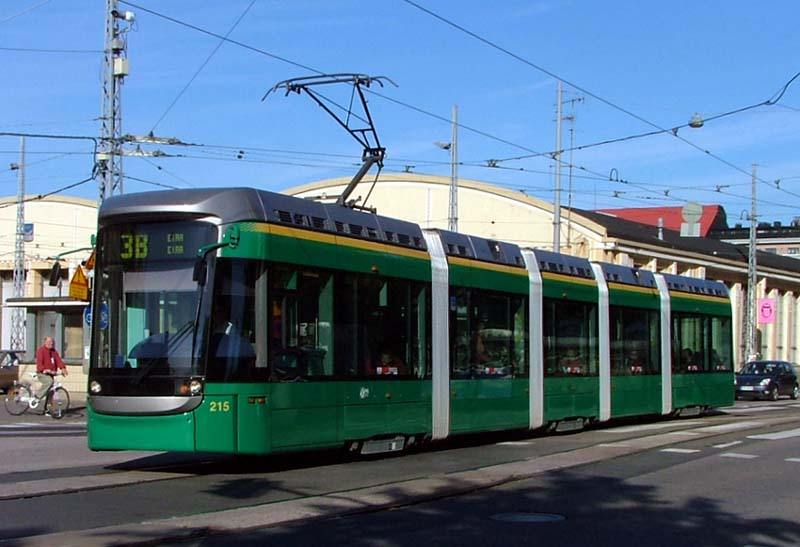
Variorum

Наразі у місті існує 10 трамвайних маршрутів, пронумерованих відповідно від 1 до 10. Довжина діючих прокладених трамвайних рейок в обидва боки становить загалом близько 38 км.
У 2004 році за допомогою міських трамваїв було здійснено близько 56,6 млн поїздок, а у 2017 році — 60,2 млн. Кількість пасажирів трамваїв у 2017 році становила близько 10% від кількості пасажирів міського метро. Станом на кінець 2020 року за допомогою трамваїв було здійснено 57 млн поїздок.

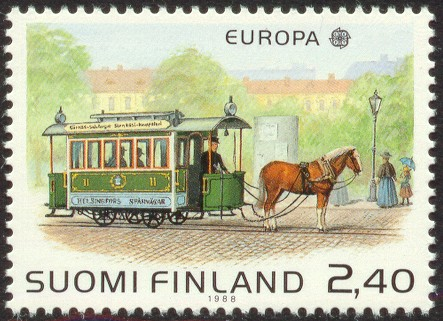
Поштова марка із зображенням кінного трамваю Гельсінкі

Продаж квитків у трамвайних вагонах було припинено 1 лютого 2018 року. У 2019 році було скасовано окремий та дешевший трамвайний квиток, що діяв нарівні із класичними проїзними квитками міського транспорту Гельсінкі; він давав право на пересадку між трамваями, але був скасований через введення системи тарифних зон.
Зараз усі трамваї, що курсують містом, є зчленованими. Більше половини з них є повністю низькопідлоговими, а інші — частково, оскільки до усіх старіших вагонів, що досі використовуються містом, під час капітального ремонту було додано низькопідлогові компоненти. Перший низькопідлоговий трамвайний вагон Variotram був доправлений до Гельсінкі у 1998 році. Втім, від цих вагонів згодом відмовилися, і у 2021 році містом курсували 60 трамвайних вагонів Artic та загалом 52 вагонів NrI та NrII виробництва фінської компанії Valmet.

## Оператор
Трамвайний транспорт Гельсінкі, експлуатантом якого є Pääkaupunkiseudun Kaupunkiliikenne Oy, входить до системи HSL, яка організовує транспорт Столичного регіону Гельсінкі.
На додачу до маршрутних перевезень після 2004 року також зросло значення перевезень замовних, коли низку трамвайних вагонів було переобладнано винятково для останніх. Замовні перевезення, окрім вищезгаданих HSL та Pääkaupunkiseudun Kaupunkiliikenne, також надає приватне підприємство Stadin Ratikat Oy.

## Маршрути
Наведений нижче список містить перелік трамвайних маршрутів Гельсінкі станом на квітень 2021 року після того, як маршрут 6Е, що курсував до Західного терміналу, було закрито, а маршрут 6 було змінено і той почав курсувати до Ейранранти. Вказана тривалість поїздки означає найкоротший час подорожі між двома кінцевими зупинками, згідно HSL. Насправді реальна тривалість маршруту залежить і від розкладу руху трамваїв.
| Номер | Маршрут                                              | Через                                                  | Тривалість | Зупинок | Депо           |
| ----- | ---------------------------------------------------- | ------------------------------------------------------ | ---------- | ------- | -------------- |
| 1     | Ейра – Кяпюля                                        | Тееле, Серняйнен                                       | 35 хв      | 32      | Коскела        |
| 2     | Олімпійський термінал – Залізнична станція Пасіла    | Алексантерінкату, Тееле                                | 25 хв      | 25      | Коскела        |
| 3     | Олімпійський термінал – Мейлахті                     | Центральний залізничний вокзал, Алппіла                | 35 хв      | 26      | Коскела        |
| 4     | Катаянокка – Мунккініемі                             | Проспект Маннергейма                                   | 30 хв      | 24      | Тееле          |
| 5     | Термінал Катаянокка – Центральний залізничний вокзал | Алексантерінкату                                       | 10 хв      | 9       | Тееле          |
| 6     | Ейранранта – Арабія                                  | Гаканіемі                                              | 33 хв      | 24      | Коскела        |
| 7     | Західний термінал – Залізнична станція Пасіла        | Центральний залізничний вокзал, Круунунгака, Серняйнен | 45 хв      | 28      | Коскела, Тееле |
| 8     | Яткясаарі – Арабія                                   | Серняйнен                                              | 30 хв      | 23      | Коскела        |
| 9     | Західний термінал – Залізнична станція Пасіла        | Камппі                                                 | 30 хв      | 24      | Коскела        |
| 10    | Хірургічна лікарня – Пікку-Гуопалахті                | Проспект Маннергейма                                   | 25 хв      | 19      | Тееле          |

Маршрути 2 та 3 сполучено таким чином, що по прибуттю до Олімпійського терміналу їх номери змінюються з 3 на 2 та навпаки; так само маршрути 7 та 9 змінюють свої номер на кінцевій зупинці у Західному терміналі. Оскільки маршрути 6 та 8 мають спільну кінцеву зупинку в Арабії, трамвай по прибуттю туди також може змінити номер свого маршруту аналогічним чином. Втім, така зміна відбувається не кожного разу.
Трамвайний маршрут 5, що курсує з терміналу Катаянокка до Центрального залізничного вокзалу Гельсінкі, здебільшого слугує для прийому пасажирів з суден, що прибувають до терміналу.
Окрім 10 регулярних, також існують два спеціальні маршрути: музейний трамвай і трамвай-бар SpåraKoff, обидва з яких курсують лише влітку.

## Депо

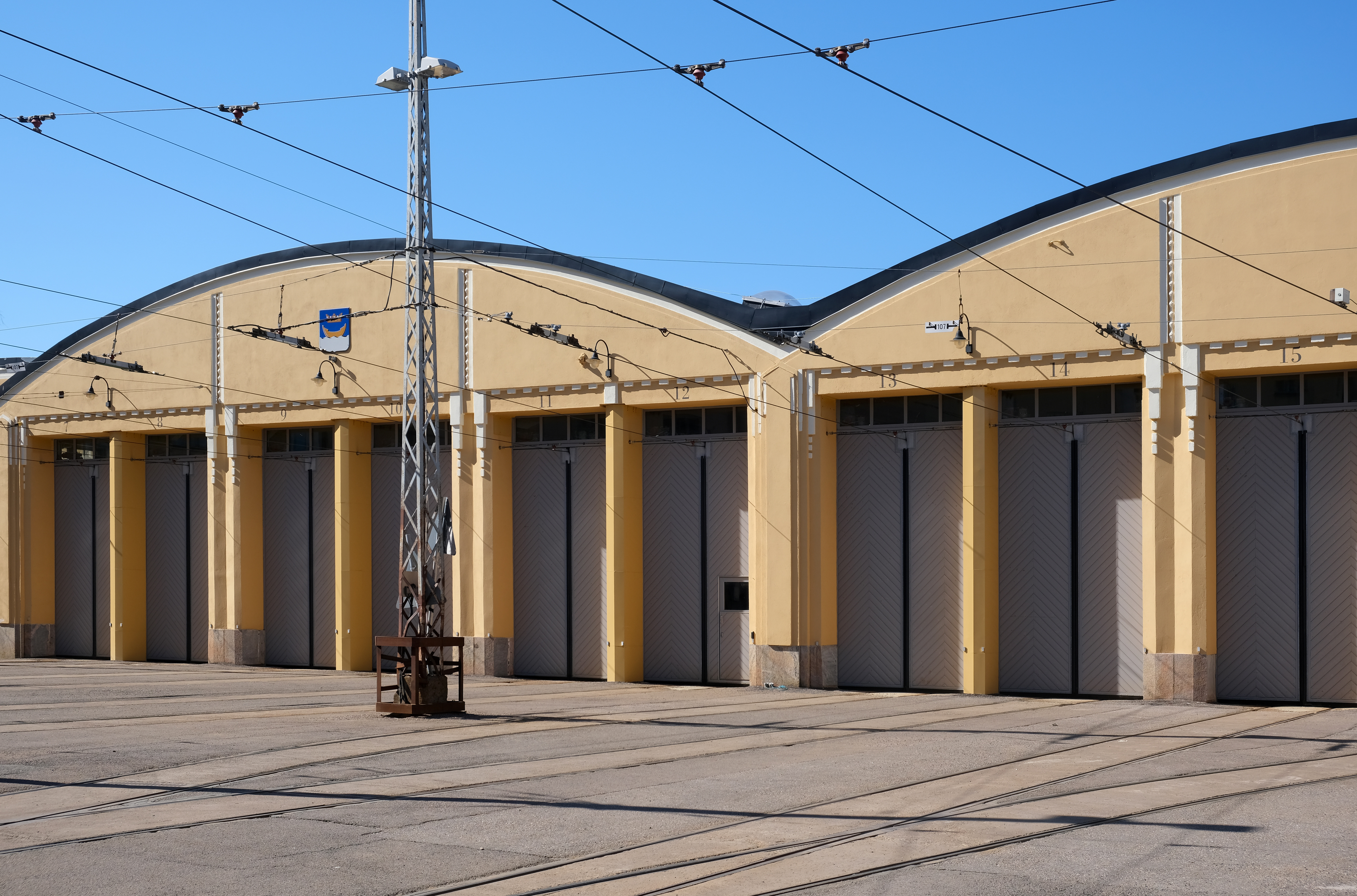
Трамвайне депо у Тееле

Гельсінський трамвай наразі обслуговують 3 депо:
- Коскела (фін. Koskela) — найбільше депо Гельсінкі, у якому розміщується 2/3 рухомого складу трамваїв; так само воно має низку навчальних просторів.[10] З цього депо вирушає найбільша частина трамвайних ліній (1, 2/3/7 (частина змін), 4, 6/6T, 8, 9 та 10). Маршрути 4 і 10 у години пік, так само, як і маршрути вихідного дня, втім, звідси не вирушають;
- Тееле (фін. Töölö) — найменше з усіх депо; тут розміщується одна третина рухомого складу трамваїв. Із цього депо по будніх днях вирушають маршрути 2, 3, 5 та 7, а також маршрути 4 і 10, що курсують у години пік, та маршрути 4, 5 і 10, що курсують по вихідних. Поруч із депо Тееле також знаходиться Трамвайний музей Гельсінкі. У 1948–1974 рр. у депо Тееле розміщувалися тролейбуси, що курсували містом на той час.[11] У приміщенні депо також діє безкоштовний Музей трамваю (фін. Ratikkamuseo).
- Валліла (фін. Vallila) — депо, що використовується для ремонту рухомого складу[10] та виконує адміністративні функції.[12]

Міська влада певний час мала плани закрити депо у Тееле та Валлілі. Наразі у районі Рускеасуо будується нове трамвайне депо, яке має бути завершене на початку 2024 року. Навесні 2022 року було споруджено нове депо у районі Ройгупелто спеціально для легкої залізниці Йокері, а також планувалося спорудити депо в районі Юліскюля для нових трамвайних колій, що мають пройти по мостах Круунусіллат.
Окрім цього, існували плани спорудити підземне трамвайне депо у скелі позаду чинного депо у Валлілі, але вони не були здійснені через надмірну вартість проєкту.

## Технічна характеристика
Трамвайна мережа Гельсінкі проходить лише вулицями міста, тобто є традиційним вуличним трамваєм, а не легкорейковим транспортом. Ширина трамвайних колій становить 1000 мм, отже вони є метровими коліями. Мережа маршрутного руху здебільшого прокладена у двох напрямках таким чином, щоб обидва напрямки руху займали власну колію; винятком є ділянка трамвайного маршруту 7, що проходить вулицею Міконкату, де лінії суміщені через вузькість вулиці. Оскільки трамвайні вагони, що використовуються зараз, нездатні змінювати свій напрям руху, для повороту у трамвайній мережі споруджено вузькі поворотні петлі. Для трамваїв, наскільки це дозволяє простір вулиць, споруджено окрему смугу руху, відділену від решти транспорту середньою лінією чи спеціальною платформою. На вузьких центральних вулицях Гельсінкі трамваї курсують по коліях, заглиблених у смуги руху, проте протягом більшої частини маршруту трамваї мають все ж таки власний простір для руху.
Трамваї Гельсінкі курсують на електричній енергії, яку вони отримують із контактної мережі, прокладеної на висоті 5,5 м. Окремі станції електропостачання розподіляють мережею постійний струм під напругою 600 вольт, під'єднаний таким чином, що транспортні дроти  мають негативний потік, а рейки позитивний.

Трамвайні світлофори

Трамвайні колії також мають власні світлофори, у яких для команд використовуються не кольори, а низка символів: стрілка, спрямована вгору (або у напрямку повороту трамваю, напр., вліво), відповідає зеленому, риска ― жовтому, а літера S ― червоному світлу. Трамвайні світлофори синхронізовано разом із світлофорами для колісного транспорту; система, яка це регулює, має назву HeLMi (англ. Helsinki Public Transport Signal Priority and Passenger Information).
У 2004 році на каркасах закритих трамвайних зупинок назву зупинки почали писати як фінською, так і шведською мовами, а також кожна зупинка отримала свій окремий ідентифікаційний номер. Пізніше протягом 2006 року було пронумеровано і всі автобусні зупинки.

## Історія

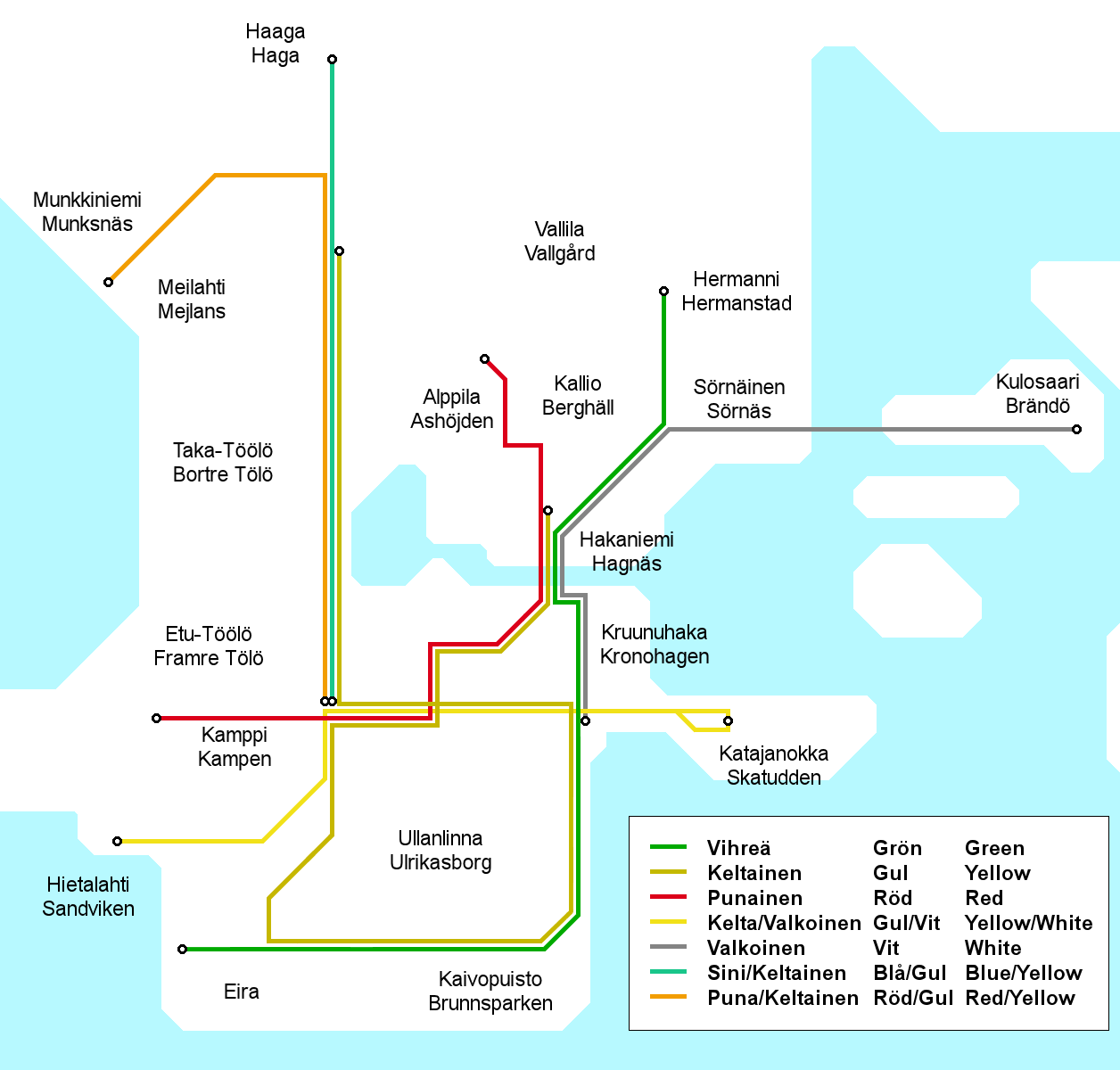
Трамвайні маршрути Гельсінкі у 1920 році

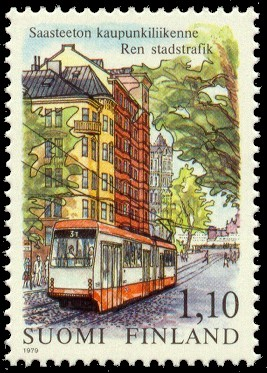
Поштова марка із зображенням трамваю маршруту 3Т, 1979 рік

### Кінні трамваї
Перша ідея запровадження трамвайного сполучення у Гельсінкі виникла  у 1870-х роках, проте першим видом громадського транспорту, що зʼявився у місті, були кінні омнібуси у 1888 році, оператором яких було товариство Helsingin omnibussiosakeyhtiö. У 1889 році те саме підприємство отримало дозвіл на прокладення трамвайних колій та у звʼязку з цим у 1890 році змінило свою назву на Helsingin raitiotie- ja omnibussiosakeyhtiö (HRO). Згідно із початковим задумом, трамвай мав одразу курсувати на електричному струмі, але через брак фінансування та протест міського уряду перші трамваї стали кінними. Перша пробна поїздка відбулася у грудні 1890 року, але офіційно регулярне трамвайне сполучення в Гельсінкі було відкрите 21 червня 1891 року.
Перші трамвайні маршрути проходили із району Тееле до вулиці Етеляранта (Південна Набережна) в центрі міста та із району Серняйнен до району Лапінлахті, перетинаючись у районі парку Еспланади. За спорудження та організацію сполучення трамвайними шляхами відповідало приватне підприємство HRO (Helsingin Raitiotie- ja Omnibusosakeyhtiö — Акціонерне товариство трамваїв та омнібусів Гельсінкі) — попередник сучасного вже згаданого HKL. Перші трамваї були на кінній тязі; коні працювали по три години на день, але особливо важко їм було взимку. 1899 року було здійснено лише 19 поїздок на кожного мешканця міста, попри те, що кількість пасажирів різко зросла у порівнянні із кінними омнібусами. Дебати про електрифікацію трамваїв відновилися, але в очікуванні падіння цін на електроенергію цей перехід і далі відкладався.

### Електрифікація
У 1897 році HRO отримало право прокласти в місті електрифіковані трамвайні лінії; наступного року було влаштовано конкурс, який виграло німецьке підприємство O.L. Kummer. Було укладено контракт, згідно із яким підприємство мало спорудити як нові трамвайні колії, так і передбачені для них трамваї. До того ж підприємство відповідало за трамвайний рух міста протягом трьох років для того, щоб міський уряд міг переконатися у якості роботи.
Електрифіковані трамвайні шляхи, струм до яких подавався через дроти у повітрі, було прокладено близько 1900 року і того ж року рух кінних трамваїв було припинено. Перші електричні трамваї було запущено 4 вересня 1900 року, а остання трамвайна лінія у центрі міста, що лишалася кінною, була закрита у 1901 році (втім, лінія кінного трамваю на острові Лауттасаарі, яка діяла окремо від іншої міської мережі, продовжувала курсувати у 1913–1917 рр.). Підприємство O.L. Kummer отримало гарний прибуток від проєкту гельсінських трамваїв, через що HRO вже у 1901 році (за два роки до кінця угоди) перейняло у нього керівництво трамвайним сполученням. Після електрифікації кількість трамвайних маршрутів зросла до чотирьох, і вони почали розрізнятися за кольорами: червоним, жовтим, синім та зеленим.

### Розширення ліній

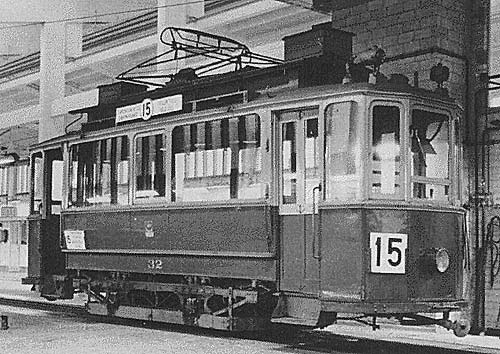
Трамвай ASEA на маршрут 15, 1954 рік

Трамвайні шляхи були спочатку прокладені одноколійними таким чином, що трамваї, які прямували у протилежних напрямках, зустрічалися на окремих двоколійних відрізках. Проте завдяки електрифікації кількість пасажирів трамваїв швидко зросла, через що у 1908–1909 рр. трамвайні шляхи були повністю перероблені на двоколійні. У звʼязку з цим існували проєкти із розширення метрових колій, прокладених для тоді ще кінних трамваїв, але із економічних причин вони здійснені не були. Контракт на зміну трамвайних ліній на двоколійні виграло шведське підприємство ASEA, яке і проклало другі колії та доставило для HRO 78 трамваїв, які прозвали в народі «маленькими шведами» (фін. pikkuruotsalainen).
У 1909 році HRO досягла угоди про спорудження трамвайної лінії на острові Кулосаарі, мосту до якого на той час ще не існувало; трамваї туди доправлялися кораблями. Трамвайне сполучення на Кулосаарі було відкрите у 1910 році, продовжувалося після спорудження мосту у 1919 році та було закрите у 1951 році. 1916 року для трамваїв Кулосаарі було засновано окреме підприємство Brändö Spårvägsaktiebolag, яке замовило для себе два трамваї, які, втім, через складнощі Першої світової війни були доставлені лише у 1919 році і навіть після цього трамвайним сполученням Кулосаарі все одно керувало HRO. Наразі на острові є станція метро.
У 1913 році трамвайна мережа Гельсінкі розширилася вперше із 1901 року. У тому ж році місто Гельсінкі придбало контрольний пакет акцій підприємства, проте HRO і надалі лишалося незалежним підприємством. 1914 року підприємство Aktiebolaget M.G. Stenius запустило власні трамвайні лінії, прокладені з Тееле до районів як Мунккініемі та Гааґа; втім, транспортом по їх лініях керувало все ж таки HRO. 1917 року на кожного містянина припадало 197 поїздок трамваєм.
Із початком громадянської війни у країні трамвайне сполучення було тимчасово припинено. Коли червоні війська захопили Гельсінкі, трамвайний рух відновився під назвою Helsingin Kaupungin Raitiotiet (або ж HKR; Трамвайні шляхи міста Гельсінкі). Із закінченням війни трамвайним рухом знову почало керувати товариство HRO. Поперечна лінія між районами Калліо та Тееле була відкрита у 1922 році.
У 1926 році HRO придбало Aktiebolaget M.G. Stenius, а у 1928 році — і Brändö Spårvägsaktiebolag, отримавши таким чином під контроль все трамвайне сполучення Гельсінкі та ставши єдиним його керівником та власником. Також у 1926 році окрім кольорів для позначення трамвайних маршрутів стали використовуватися номери, та, втім, до 1953 р. для розрізнення окремих приміських маршрутів використовувалися літери: наприклад, до району Кяпюля курсував маршрут К, до острова Кулосаарі (швед. Brändö) — маршрут B (пізніше KB), до Гааґи — маршрут H, а до району Мунккініемі — маршрут М. Розрізнювальні кольори були скасовані у 1954 році.
Розквіт трамвайного сполучення Гельсінкі припав на міжвоєнний час: було продовжено низку ліній та закуплено нові трамвайні вагони, а також було прокладено колії до таких районів міста, як Пасіла, Кяпюля, Руохолахті та Арабія. У 1930-ті рр. трамвайна мережа Гельсінкі набула своєї найбільшої протяжності: тоді діяло 14 маршрутів.

### Подальший розвиток

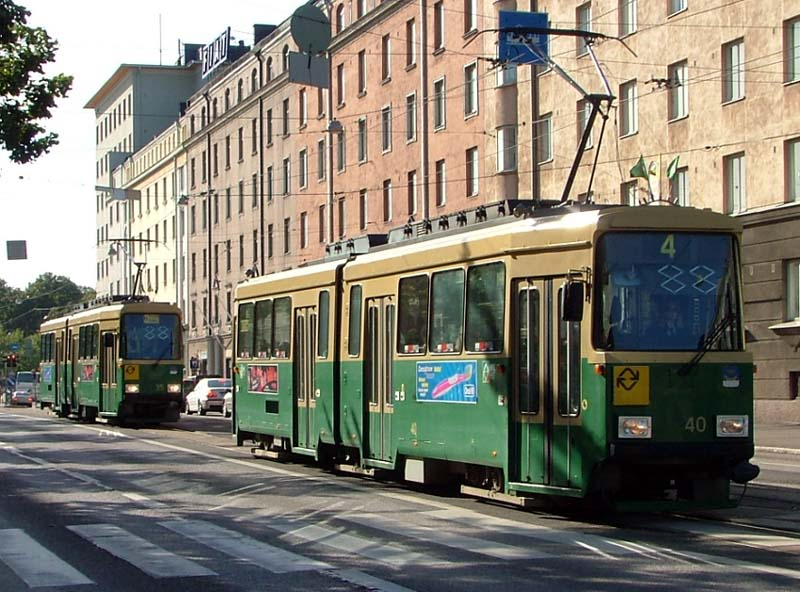
Зчленовані трамваї 1970-1980-х рр. на проспекті Маннергейма в Гельсінкі

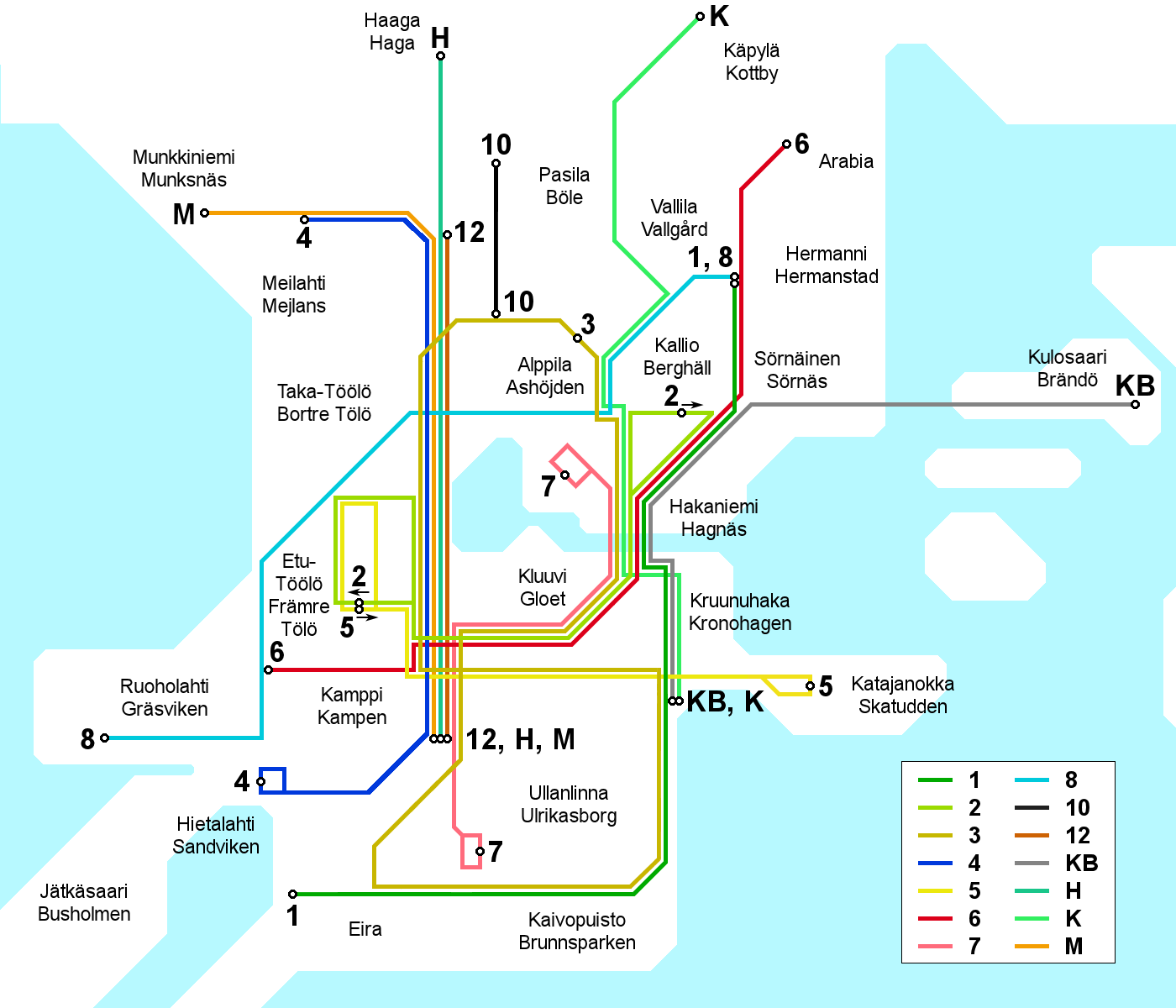
Трамвайні маршрути Гельсінкі у 1946 році

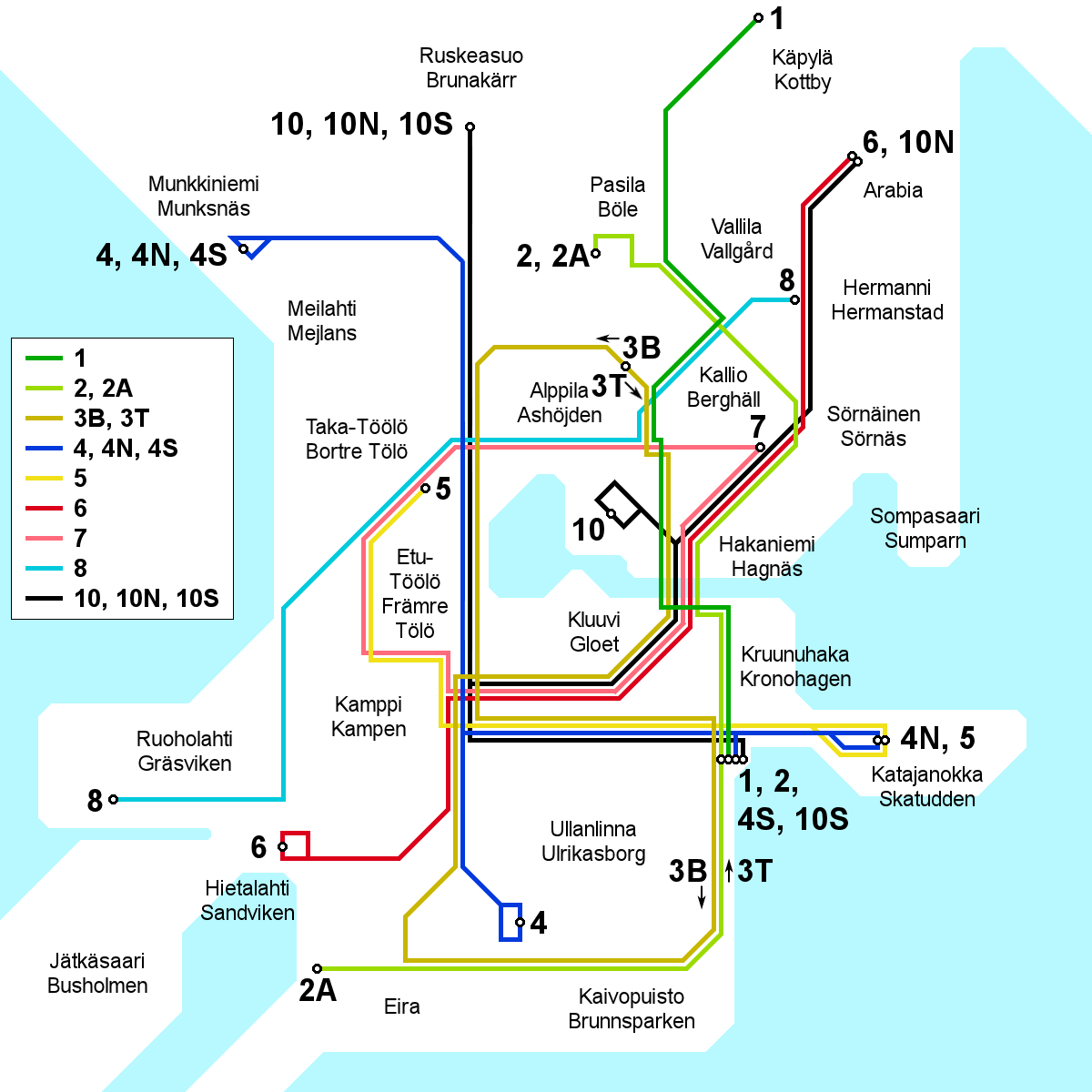
Міські трамвайні маршрути у 1976 році після запуску маршруту 2 до східної Пасіли

У 1944 році трамвайне сполучення остаточно відійшло під контроль міста, коли міський уряд Гельсінкі викупив власність товариства HRO. Починаючи із 1945 року оператором трамвайного руху Гельсінкі стало спеціально засноване для цього Міське транспортне підприємство Гельсінкі (Helsingin kaupungin liikennelaitos, HKL), яке наразі, окрім трамваїв, воно обслуговує також міське метро та поромне сполучення. У тому ж році, коли лише трамваї курсували задовільно через складнощі, повʼязані із Другою світовою війною, було зафіксовано досі не подоланий рекордний показник кількості пасажирів — 150 мільйонів осіб.
Із часом трамвайну мережу Гельсінкі було розширено, і її довжина досягла свого максимуму на початку 1950-х рр. У 1951–1953 рр. трамвайні маршрути, що курсували до Гааґи, Кулосаарі та Пасіли, втім, були закриті, коли маршрути 1 та 4, що раніше курсували лише центром Гельсінкі, було продовжено до Кяпюля та Мунккініемі відповідно, і таким чином ними були замінені лінії K та M. Станом на 1956 рік трамвайна мережа Гельсінкі досягла своїх найбільших розмірів, а її довжина становила 93 км, а до 1960-х рр. трамваї лишалися головним видом транспорту у місті, допоки воно не почало розростатися. Нові передмістя сполучалися з центром автобусами та приміськими поїздами.
Протягом наступних десятиліть збільшення кількості автомобілів та плани щодо спорудження метрополітену створювали тиск і пропонували скасувати трамвайне сполучення у місті, замінивши його автобусами та підземним метро. Зокрема через успішні закупи рухомого складу трамвайне сполучення Гельсінкі витримало розширення прокладеної у 1960-х та 1970-х рр. трамвайної мережі та зміну рівня обслуговування без серйозних збитків; втім, у 1960-х рр. руху трамваїв до нових міських районів налагоджено не було. 1959 року ділянку трамвайних колій, що проходила із центру міста до Маріїнської лікарні, було виведено з експлуатації, а маршрути організовано подекуди заново, але після цього трамвайні маршрути лишалися майже незмінними до 1970-х рр.
Зокрема у 1960-х рр. велися дискусії щодо статусу трамваїв. Коли місто Турку закрило свою трамвайну мережу у 1972 році, Гельсінкі почало шукати альтернативу власним трамваям. Під час цих дискусій було вирішено, що трамваї мають стати головним видом транспорту у центрі міста до 2000 року. З цієї причини у зростаючому місті до нових районів трамвайні лінії не прокладалися; замість цього було вирішено підтримувти вже існуючу мережу маршрутів та добудовувати додаткові колії для районів, що вже мали трамвайне сполучення.

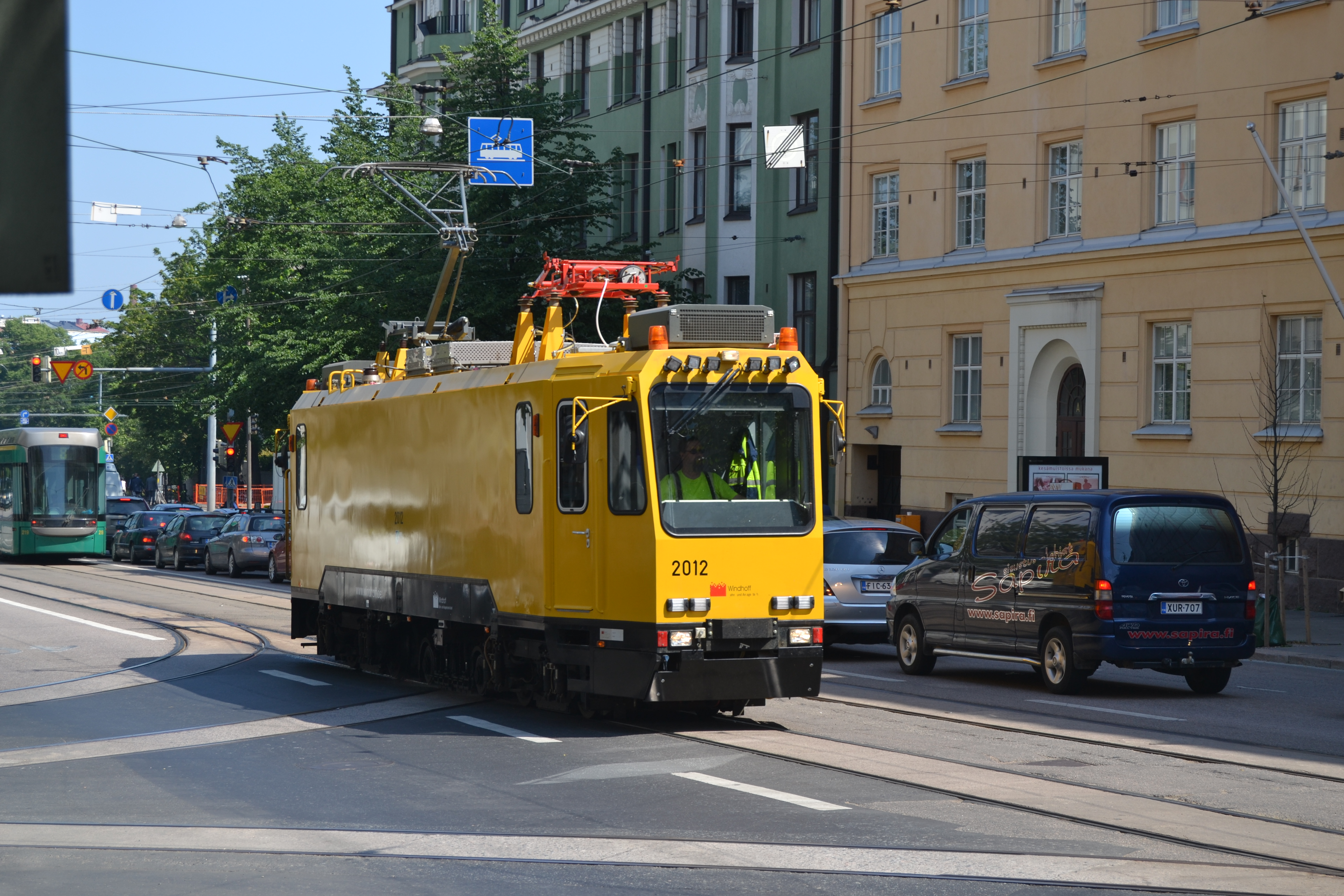
Сервісний трамвай у центрі міста

Із зменшенням тиску щодо скасування руху, трамваї невдовзі отримали на автошляхах власні смуги руху, а економічну вигоду від трамваїв покращили завдяки переходу від окремих кондукторів до покупок квитків через водія. Із 1976 року мережу трамвайних маршрутів було розширено до кордонів певних центральних районів міст: тоді рух трамваїв було подовжено до Пасіли, східної частини Катаянокки, Пікку-Гуопалахті та Арабіанранти. 10 серпня 2008 року почався рух нового маршруту під номером 9 із центру Гельсінкі через район Калліо до східної Пасіли — першого нового маршруту починаючи із 1976 року; також це був перший випадок, коли автобусний маршрут (що мав номер 17) було замінено трамвайним. Для нього було споруджено нову колійну ділянку між останніми районами завдовжки приблизно 2 км. Маршрут 8 на початку 2012 року було подовжено до частини острова Яткясаарі, а маршрут 9 був подовжений до Західного терміналу 13 серпня того самого року.
Колійну ділянку на Яткясаарі, що проходить вздовж вулиці Вялімеренкату, було відкрито 14 серпня 2017 року, і таким чином було перенесено частину маршруту 9. Так само низку інших маршрутів було переорганізовано, і, зокрема, було закрито кільцеві лінії 2/3 та 7A/7B.
Востаннє мережа трамваних маршрутів зазнала змін 6 квітня 2021 року, коли маршрут 6 було продовжено із Гієталахті до Ейранранти, а маршрут 6Т, що курсував до Західного терміналу, був скасований.

### Колишні кругові маршрути 2, 3 та 7
Із 1922 по 2017 роки маршрут 3, який в останні роки на певній своій ділянці курсував під номером 2, ходив по колії у формі вісімки, більша (північніша) частина якої проходила від Старого студентського дому (з 2009 року — від залізничного вокзалу) у центрі Гельсінкі через райони Тееле та Калліо назад до центру, у той час, як менше (південніше) кільце якої проходило знову ж таки із центру через район Ейра та Ринкову площу назад до центру. Маршрут проходив в обидва напрямки. Цей петлевий маршрут було відкрито у 1922 році, коли було завершене спорудження ділянки колії, що обʼєднувала Тееле та Калліо. Із 1926 року маршрут по всій своій дистанції мав номер 3. Починаючи із 1950 року трамваї, що курсували цим маршрутом у протилежних напрямках, використовували різні його позначення: трамвай під номером 3B курсував із Калліо до Тееле, через Ринкову площу, Ейру та залізничний вокзал, у той час, як трамвай під номером 3Т — тим самим маршрутом, але в протилежному напрямку. Свого часу на лінії 3Т назви зупинок та міських памʼяток для пасажирів оголошувалися фінською, шведською, англійською та німецькою мовами.
30 березня 2009 року маршрут був перенесений із ділянки в центрі міста, що проходила між Ринковою площею та Тееле, на нову ділянку, що проходила через район Камппі, Привокзальну площу та вулицю Міконкату; раніше він проходив по вулиці Алексантерінкату прямо до проспекту Маннергейма. Внаслідок цього той самий трамвай тепер на кожному обході зупинявся двічі на одній і тій самій зупинці перед залізничним вокзалом. Для того, щоб на цій зупинці було зрозуміло, куди прямує конкретний трамвай, розпізнавальні символи було змінено таким чином, що трамвай 3В тепер курсував в обидва боки маршрутом Кайвопуйсто–Ейра–Гаканіемі–Калліо, а трамвай 3Т — в обидві боки маршрутом Кайвопуйсто–Ринкова площа–Тееле–Калліо; таким чином, розпізнавальні символи маршрутів мали змінюватися два рази на кожному обході. У 2013 році ці маршрути були пронумеровані заново так, що лінія 3Т отримала номер 2, а маршрут 3В став просто номером 3.
Маршрут під номером 7 також тривалий час курсував по кільцевій траєкторії: спочатку у 1951–1980 рр. із району Ету-Тееле через залізничний вокзал до району Серняйнен та звідти знову до Тееле, а також по тому самому маршруту у зворотний бік. Час від часу цей маршрут закривали,  проте у 1985 році був відкритий новий маршрут номер 7, який курсував із проспекту Маннергейма в центрі міста до Пасіли, а звідти через Серняйнен назад до центру, а також по такій самій кільцевій траєкторії у зворотному напрямку. Пізніше трамваї, що курсували у протилежних напрямках, почали використовувати позначення 7А та 7В.
У 2017 році ці кільцеві лінії були закриті і маршрут 7 почав курсувати із Західного терміналу через Серняйнен до Пасіли, маршрут 2 — із Пасіли через Тееле до Олімпійського терміналу, а маршрут 3 — із Олімпійського терміналу через Ейру і Калліо до Тееле. Після цього на цих трьох маршрутах курсували одні і ті самі трамваї, номери маршрутів яких змінювалися два рази на початку кожного циклу. Втім, пізніше їх курсування було змінене таким чином, що трамваї маршрутів 2 та 7 робили розворот на сході Пасіли та після цього поверталися у напрямку прибуття без переміщення з одного маршруту на інший. Замість цього кожний трамвай маршруту 2 по прибуттю до Олімпійського терміналу, переходив далі на маршрут під номером 3 і навпаки.

## Плани на майбутнє

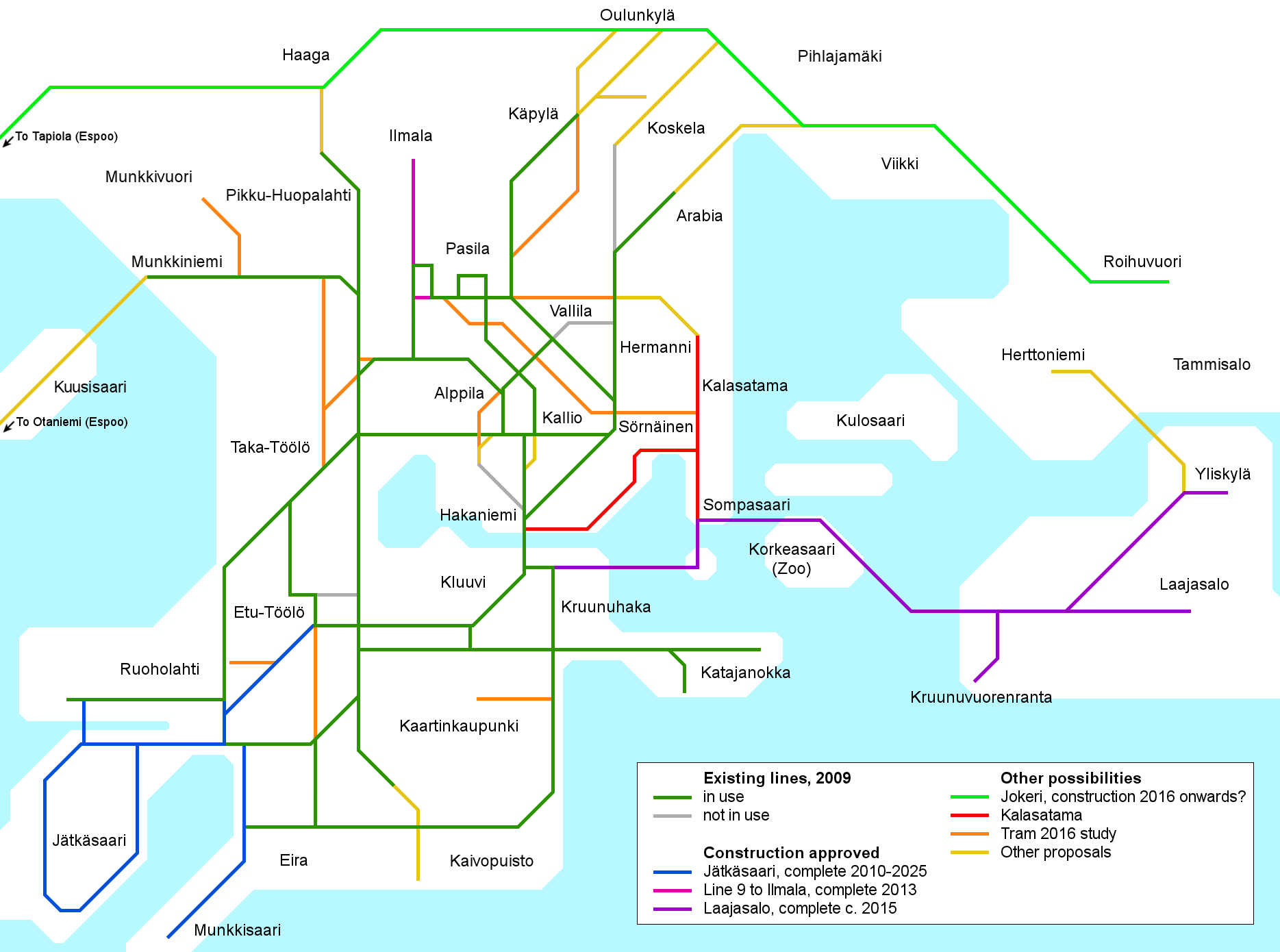
Карта запланованих трамвайних маршрутів на 2010–2025 рр. Зеленим позначено наявні маршрути

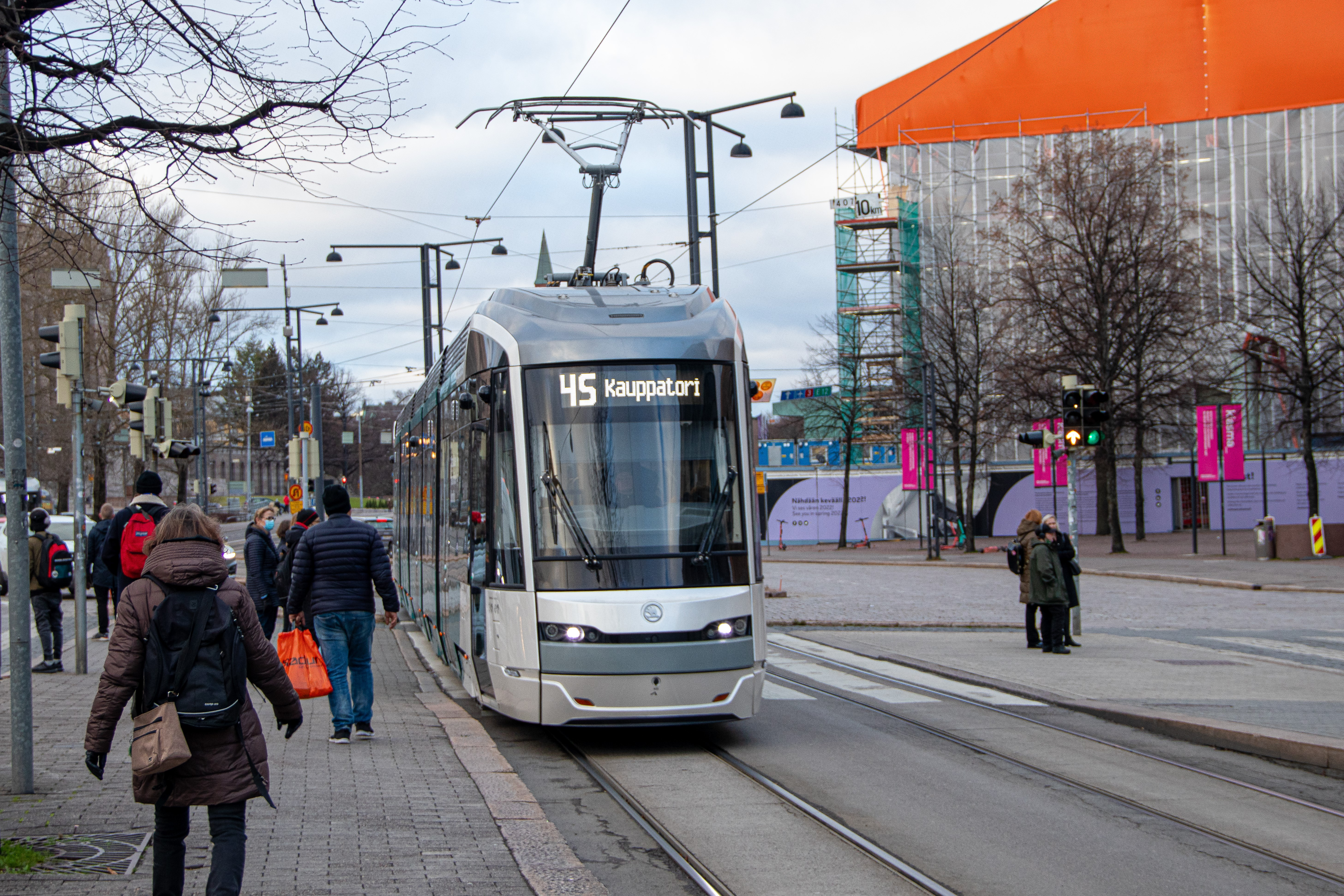
Двонапрямкові вагони Artic X54, замовлені для трамвайної лінії Райде-Йокері та трамвайних маршрутів проєкту Круунусіллат.

Політичні кола схвалили прокладання нових трамвайних та швидкісних маршрутів у регіоні Гельсінкі. Зокрема, у 2019 році почалося спорудження лінії Райде-Йокері, яка мала б замінити спеціальний автобусний маршрут 550. Лінія від Ітякескуса до Кейланіємі є першим швидкісним трамвайним маршрутом у Гельсінкі, прокладення якого буде завершене у 2024 році.
В серпні 2016 року міська рада Гельсінкі вирішила здійснити проєкт Круунусіллат, який передбачає прокладення трамвайної лінії завдовжки 10 км та спорудження трьох нових мостів між центром міста та районом Лааясало. Сполучення між Лааясало та тимчасовою кінцевою зупинкою у районі Гаканіемі заплановано почати у 2027 році. Серед інших запланованих ліній швидкісного трамваю є також швидкісна лінія Віхдінтіе, яка пролягатиме між площею Ероттая та районом Каннельмякі і буде готова не раніше 2028 року, та лінія між районами Вііккі та Малмі, яка пролягатиме від району Кумпула до лікарні Малмі та, можливо, буде продовжена до району Якомякі та навіть до району Гакуніла у місті Вантаа.
Щодо саме міських трамваїв, існують плани продовжити маршрут 9 від Пасіли до Ілмали, здебільшого через нову трамвайну колію, у 2022 році. Маршрут 6 заплановано продовжити від району Гієталахті до південної частини району Гернесаарі, і перша частина цього задуму, а саме ділянка, що прямує до Ейранранти, була введена в експлуатацію навесні 2021 року. Також йде спорудження лінії до району Каласатама, яка має бути завершена у 2024 році.
Станом на 2030-ті рр. заплановано існування загалом 20 трамвайних ліній, деякі з яких мають бути швидкісними.

## Рухомий склад

### Сучасний стан

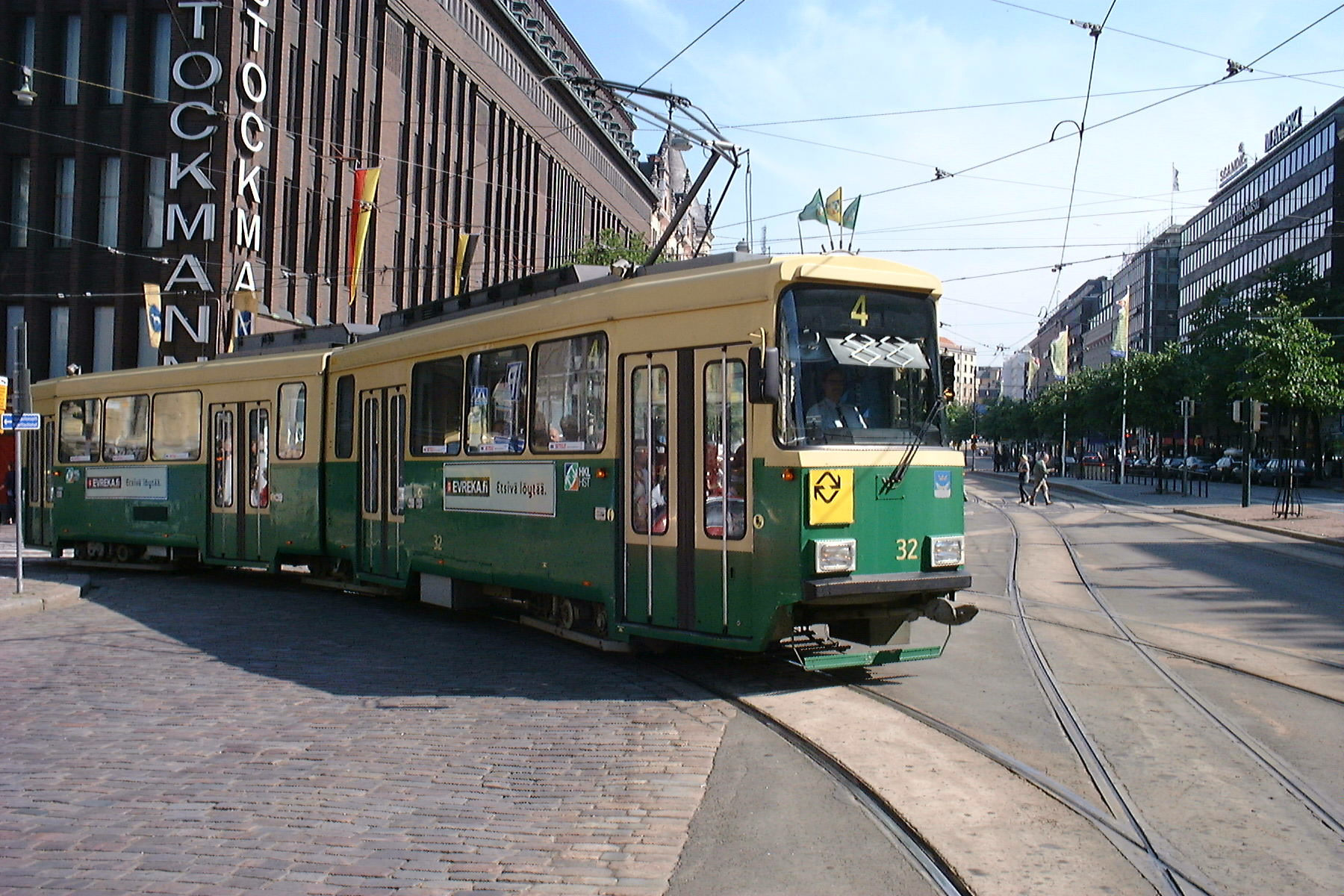
NRV I

Рухомий склад, що курсує зараз трамвайними коліями Гельсінкі, здебільшого складається із двох серій трамвайних вагонів, усі з яких є співчлененими:
- 42 співчленені низькопідлогові вагони Valmet MLNRV II (NrII), оснащені низькопідлоговою середньою частиною (1983–1987, частина 2006–2011);
- 40 співчленених вагонів Valmet NRV I (NrI), до десяти із яких додано низькопідлогову середню частину (1973–1975, середня частина у 2012–2013), а інші виведено з експлуатації. Два вагони було пущено на металобрухт наприкінці 2017 року;[32]
- 70 низькопідлогових вагонів Škoda Transtech Artic, два перших із яких були введені у пробну експлуатацію восени 2013 року вже до власне серійного виробництва.

У 2021 році маршрутне сполучення обслуговувало 70 вагонів Artic і загалом 52 вагони Valmet.
До всієї серії NrII із 42 вагонів було додано низькопідлогову середню частину під час капітального ремонту; моделі, оснащені середньою частиною, отримали назву MLNRV. Згідно із рішенням HKL від 26 жовтня 2010 року низьку середню частину у звʼязку із капітальним ремонтом було додано і до 10 вагонів серії NrI. Після усіх проведених модифікацій станом на 2013 рік містом курсували загалом 52 вагони MLNRV. Існували наміри провести заміну вагонів NrI та NrII наприкінці 2020 року, проте рішення про модель, яка б замінила їх, винесено не було.
Рішення щодо замовлення новіших трамвайних вагонів, виготовлений підприємством Škoda Transtech Oy, HKL прийняло 2 грудня 2010 року. Загальна вартість проєкту склала 121 655 000 євро включно із модифікаційними роботами. Окрім цього, до цього проєкту входить опція ще 90 вагонів, яка передбачає двонапрямкові вагони, придатні і для проєкту "Райде-Йокері". Новий вагон є двочленним і може вміщати максимально 162 пасажири, для 73 із яких передбачено місця для сидіння. Пробні курсування даних вагонів у маршрутному сполученні почалися 12 серпня 2013 року, а серійні поставки — у 2015 році. Transtech Oy початково було сформованим із державного підприємства Valmet, що виготовляло для міста трамваї NrI тa NrII.
Як сучасні, так і ранніші трамвайні вагони мають жовто-зелений колір за винятком низки вагонів, зовнішні стіни яких повністю використовуються для розміщення реклами. Закуплені у 1973–1975 рр. співчленені вагони NrI, втім, спочатку були червоно-коричневими, але у 1986–1995 їх також перефарбували у жовто-зелений колір.
J  Довжина вагонів, м
K  Довжина вагонів, м
L  Висота з пантографом
M  Плановий ремонт
N  Кап. ремонт
O  Резервні вагони
P  № 339 під орудою Oy Stadin Ratikat Ab.
Q  № 175 — трамвай-ресторан
R  Відновлений Brändö Spårvägs Ab №1 з 1917.

### Моделі, що вийшли з ужитку
- 40 низькопідлогових вагонів Bombardier Variobahn (виготовлені у 1998–2004 рр.); були прибрані з лінії наприкінці грудня 2018 року;[40]

Як запасні одиниці рухомого складу використовувалися також:
- чотири вагони GT6 ”Mannea” (1970), закуплені у 2005 році з німецького Мангайму з метою подолання нестачі трамвайних вагонів (виведені з експлуатації влітку 2013 року);[41]
- шість вагонів GT8N з Мангайму (1962–1964), які мають низькопідлогову середню частину; закуплені у 2008 році для подолання нестачі трамвайних вагонів [42] (виведені з маршрутного сполучення протягом весни 2015 року).[43] Пʼять із них було продано до польського міста Лодзь, а один був пущений на металобрухт.[44]

### Раніші моделі
Перші трамваї були двовісними. Також чотириосьові трамваї певним чином перебували у використанні вже до 1953 року; відтоді протягом наступних років місто здебільшого закупало саме їх.
До двох- та чотириосьових вагонів можна було чіпляти також кінцеві вагони. До 1952 року влітку використовувалися також відкриті кінцеві вагони.
Наступні вагони, придбані після 1973 року, досі використовуються як у замовному та музейному сполученні, так і у низці інших, неповʼязаних з маршрутним сполученням аспектів:
- три трамвайні вагони HM V (1959);
- вагон GT8 ”Ludde”;
- трамвай Bs1 (1917/2007), відреставрований до свого початкового вигляду;
- трамвай RM1 (1955), відреставрований до свого початкового вигляду;
- трамвай Spårakoff, що курсує центральними вулицями міста та є перетвореним на вагон-ресторан трамваєм HM V.